# Contradictions Collapse
Contradictions Collapse debitantski je studijski album švedskog ekstremnog metal sastava Meshuggah. Album je u svibnju 1991. godine objavila diskografska kuća Nuclear Blast.

## O albumu
Izvorni naziv ovog je albuma bio (All This Because of) Greed. Album je više ukorijenjen u stilovima thrash i alternativnog metala od kasnijih uradaka skupine, sadržavajući žestoke rifove te utjecaje hip hopa i industrial dancea u bubnjarskom stilu. Album je 1998. godine bio ponovno objavljen, ovaj put u digipak inačici koja je sadržavala nepotpunu verziju Meshugginog drugog EP-a None. Ta inačica u knjižici albuma nije sadržavala ni zasluge ni tekstove pjesama.

## Popis pjesama
| 1.    | »Paralyzing Ignorance«    | Jens Kidman        | Fredrik Thordendal, Kidman   | 4:28 |
| 2.    | »Erroneous Manipulation«  | Kidman, Thordendal | Thordendal, Johan Sjögren    | 6:21 |
| 3.    | »Abnegating Cecity«       | Tomas Haake        | Haake, Kidman, Thordendal    | 6:31 |
| 4.    | »Internal Evidence«       | Kidman             | Thordendal, Kidman           | 7:27 |
| 5.    | »Qualms of Reality«       | Haake              | Thordendal, Kidman           | 7:10 |
| 6.    | »We'll Never See the Day« | Kidman             | Kidman, Niklas Lundgren      | 6:03 |
| 7.    | »Greed«                   | Thordendal, Kidman | Thordendal, Kidman           | 7:06 |
| 8.    | »Choirs of Devastation«   | Haake              | Haake, Thordendal            | 4:00 |
| 9.    | »Cadaverous Mastication«  | Thordendal, Kidman | Thordendal, Kidman, Lundgren | 7:32 |
| 56:38 |                           |                    |                              |      |

| Bonus pjesme s digipak inačice | Bonus pjesme s digipak inačice | Bonus pjesme s digipak inačice | Bonus pjesme s digipak inačice | Bonus pjesme s digipak inačice | Bonus pjesme s digipak inačice | Bonus pjesme s digipak inačice | Bonus pjesme s digipak inačice | Bonus pjesme s digipak inačice | Bonus pjesme s digipak inačice |
| Br.                            | Skladba                        | Tekstopisac                    | Skladatelj                     | Trajanje                       |                                |                                |                                |                                |                                |
| ------------------------------ | ------------------------------ | ------------------------------ | ------------------------------ | ------------------------------ | ------------------------------ | ------------------------------ | ------------------------------ | ------------------------------ | ------------------------------ |
| 10.                            | »Humiliative«                  | Haake                          | Thordendal, Kidman             | 5:17                           |                                |                                |                                |                                |                                |
| 11.                            | »Sickening«                    | Haake                          | Thordendal, Mårten Hagström    | 5:47                           |                                |                                |                                |                                |                                |
| 12.                            | »Ritual«                       | Kidman                         | Kidman                         | 6:17                           |                                |                                |                                |                                |                                |
| 13.                            | »Gods of Rapture«              | Haake                          | Thordendal                     | 5:11                           |                                |                                |                                |                                |                                |
| 79:10                          |                                |                                |                                |                                |                                |                                |                                |                                |                                |

## Recenzije
Steve Huey, glazbeni kritičar sa stranice AllMusic, dodijelio je albumu tri od pet zvjezdica te je izjavio: "Meshuggin debitantski album, Contradictions Collapse, izvorno je bio objavljen 1991. godine, iako ne u SAD-u; reizdanje koje je Nuclear Blast objavio 1999. godine u SAD-u uz sebe priključuje i EP None. Za razliku od njegovog kasnijeg, progresivnijeg rada, ovaj album uglavnom spada u kategoriju alternativnog metala s ultra žestokim rifovima i naznakama hip-hopa ili industrial dancea u bubnjarskom stilu. Iako nije dotjeran kao njegov kasniji rad, sigurno ga se isplati poslušati, pogotovo posvećenim obožavateljima."

## Zasluge
| Meshuggah - Fredrik Thordendal – gitara, vokali - Peter Nordin – bas-gitara, vokali - Jens Kidman – vokali, gitara - Tomas Haake – bubnjevi, vokali | Ostalo osoblje - P. H. Rics – produkcija |